# Metafannyella lepidota
Metafannyella lepidota is een zachte koraalsoort uit de familie Primnoidae. De koraalsoort komt uit het geslacht Metafannyella. Metafannyella lepidota werd in 1998 voor het eerst wetenschappelijk beschreven door Bayer. 